# Dactylomyia vockerothi
Dactylomyia vockerothi är en tvåvingeart som beskrevs av Daniel J. Bickel 1998. Dactylomyia vockerothi ingår i släktet Dactylomyia och familjen styltflugor. Inga underarter finns listade i Catalogue of Life.